# اسپنسر درایدن
اسپنسر درایدن (انگلیسی: Spencer Dryden; ۷ آوریل ۱۹۳۸ – ۱۱ ژانویهٔ ۲۰۰۵) موسیقی‌دان اهل ایالات متحده آمریکا بود. او بین سال‌های ۱۹۶۶ تا ۱۹۹۵ میلادی فعالیت می‌کرد و بیشتر به عنوان درامر گروه‌های جفرسن ایرپلین و نیو رایدرز آو د پرپل سیج شناخته می‌شود.